# AVS-36
AVS-36 (abreviere de la Avtomaticheskaya Vintovka Simonova 1936 model, în rusă Автоматическая винтовка Симонова образца 1936 года) a fost o pușcă automată folosită de Uniunea Sovietică în Bătălia de la Khalkhin Gol, Războiul de Iarnă și primii ani ai celui de-al Doilea Război Mondial. A fost printre primele arme cu foc selectiv (putea trage foc cu foc sau foc automat) ale infanteriei introduse oficial în dotarea unei forțe armate. AVS-36 s-a dovedit a fi un model nesatisfăcător, producția fiind sistată în 1938 în favoarea puștii semiautomate SVT-38.

## Istorie

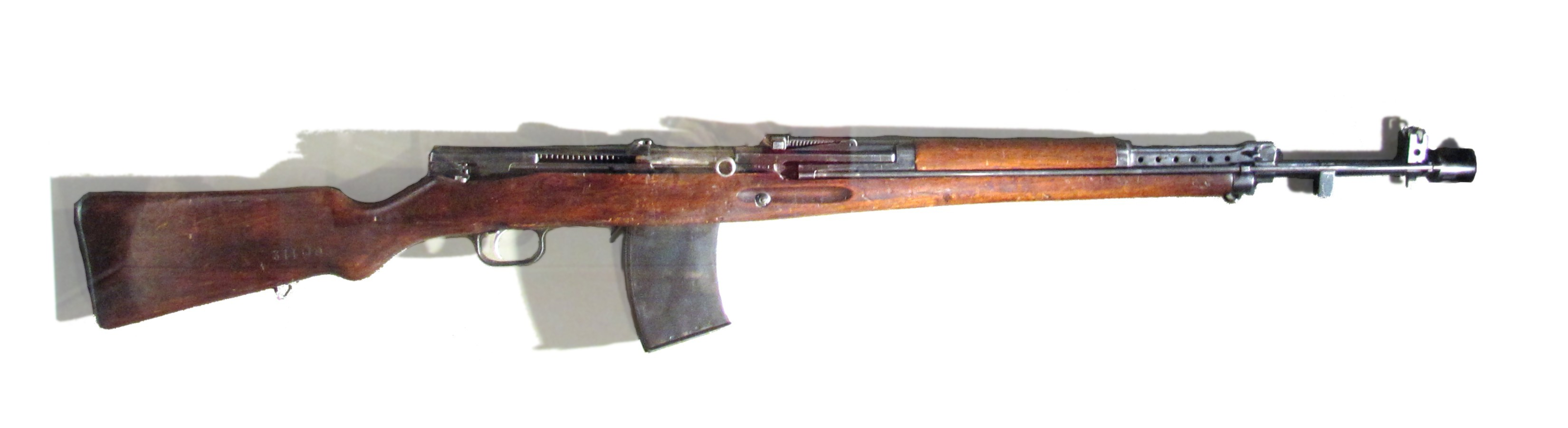
AVS-36 cu încărcător.

Serghei Simonov a început proiectarea unei puști cu încărcare automată care folosea energia gazelor în anul 1930. Prototipul a fost realizat în anul 1931. Trei ani mai târziu, a fost realizat un lot experimental al unui model îmbunătățit. În 1935, arma a fost inclusă într-o competiție împotriva unui model proiectat de Fedor Tokarev. Proiectul lui Simonov a fost ales drept câștigător, arma fiind introdusă în dotarea Armatei Roșii în anul 1936 cu denumirea oficială AVS-36. Arma a fost observată de public pentru prima dată în 1938, la parada militară de Ziua Revoluției din Octombrie de la Moscova.
AVS-36 era o pușcă care funcționa pe principiul energiei gazelor, pistonul având o cursă scurtă. Arma poate executa foc automat sau semiautomat. Țeava avea o frână de gură relativ mare pentru a diminua reculul. Alimentarea era realizată automat dintr-un încărcător cu 15 cartușe. Pușca putea fi dotată la nevoie și cu o baionetă-pumnal.
Pușca automată s-a dovedit a fi rapid un model problematic. Mecanismul de funcționare era foarte complicat și facilita accesul nisipului și apei în interior. AVS-36 necesita și muniție de calitate. Frâna de gură rudimentară era ineficace: arma era practic incontrolabilă în timpul executării focului automat. Producția a fost sistată în 1938 în favoarea modelului semiautomat SVT-38, proiectat de Fedor Tokarev. Producția n-a depășit 35.000 de exemplare. Armata sovietică a folosit arma în timpul Bătăliei de la Khalkhin Gol, în Războiul de Iarnă și la începutul celui de-al Doilea Război Mondial. Câteva exemplare au fost folosite ca puști semiautomate cu lunetă. AVS-36 a fost retrasă complet din dotare în cursul anului 1941. Armata finlandeză și cea germană au folosit exemplare capturate pentru o scurtă perioadă. Trupele finlandeze au capturat aproximativ 300 de exemplare, dar arma nu era foarte populară printre soldați și a fost retrasă rapid din dotare.